# Ashes (canción de Céline Dion)
«Ashes» —en español: «Cenizas»— es una canción grabada por la cantante canadiense Céline Dion para la banda sonora de la película estadounidense de superhéroes Deadpool 2 (2018), basada en el personaje de Marvel Comics Deadpool y distribuida por 20th Century Fox. Fue escrita por Petey Martin, Jordan Smith y Tedd T, y producida por Steve Mac, con una versión remixada producida por Steve Aoki. La canción se lanzó como el sencillo principal de la banda sonora de la película el 3 de mayo de 2018 a través de Columbia Records, junto con su video musical. Fue bien recibida por la crítica y alcanzó el número uno en la lista de Dance Club Songs de Estados Unidos, convirtiéndose en el tercer éxito número uno de Dion en dicha lista, después de «Misled» (julio de 1994) y «Taking Chances» (febrero de 2008).
El director David Leitch quería crear una canción original para Deadpool 2 que pudiera sostener el núcleo emocional de la película, y «Ashes» fue la canción que finalmente se escribió. Él y el actor-productor Ryan Reynolds le pidieron a Dion que la grabara, y ella aceptó hacerlo. La canción busca equilibrar una sátira de canciones similares en otras películas con su papel como el verdadero hilo emocional de esta. Leitch también dirigió un video musical para la canción en el que aparecen Dion y Reynolds, además del bailarín Yanis Marshall, quien también interpreta a Deadpool en las secuencias donde el personaje baila sobre el escenario en tacones altos.
En noviembre de 2019, Billboard informó que «Ashes» ya había superado los 64 millones de reproducciones bajo demanda en Estados Unidos, lo que la convierte en la sexta canción más reproducida de Dion en el país.

## Antecedentes
Durante el proceso de desarrollo de Deadpool 2, el director David Leitch consideró que mantener los conflictos personales de la primera película, centrándose en «una crisis existencial y una causa profundamente personal» para Deadpool, sería más atractivo para el público que intentar construir la película en torno a una amenaza global. Como parte de esto, Leitch quiso crear una canción original para la película que representara temáticamente esos conflictos personales y sirviera como hilo emocional para muchos de los personajes, al estilo de «Take My Breath Away» y «My Heart Will Go On»; la canción suena durante los créditos iniciales de la película, que están inspirados en el estilo de James Bond.

## Composición y grabación
Leitch y el supervisor musical John Houlihan comenzaron a reunirse con compositores para discutir la canción, con Leitch enfocado en transmitir sus ideas temáticas. «Terminamos descubriendo» la canción «Ashes», escrita por Petey Martin, Jordan Smith y Tedd T. Leitch sintió que «encajaba perfectamente y cumplía con todos los requisitos de lo que estaba tratando de hacer en cuanto a la historia». Luego, Leitch discutió con el actor/productor Ryan Reynolds su deseo de encontrar un «artista contemporáneo que tuviera la capacidad de hacerla muy emotiva» para grabar la canción. Reynolds sugirió a Céline Dion, una «cantante increíble» que, además, encajaría en el subversivo universo de Deadpool. Reynolds se acercó a Dion, y Leitch explicó que ella aceptó unirse al proyecto no solo porque su hijo es fanático de Deadpool, sino también porque quedó «impresionada por la canción» y entendió lo que querían hacer con ella. Leitch admitió que la canción era satírica, pero también sintió que el hecho de que Dion la grabara la elevaba, convirtiéndola en un pilar emocional más importante para la película.

## Video musical
Leitch y Reynolds querían producir un video musical para acompañar la canción; al principio, Leitch estaba indeciso sobre esto, ya que prefería que el público descubriera la canción mientras veía la película en lugar de revelarla durante la campaña de marketing. Sin embargo, finalmente decidió que era una parte importante de la película que debía utilizarse en la promoción, ya que es «un elemento central de la película». Para Leitch y Reynolds era especialmente importante involucrarse en la creación del video, en lugar de simplemente delegar la idea a otro director que no compartiera su visión. Su enfoque específico consistía en que Dion ofreciera una interpretación sincera de la canción, mientras subvertían esa seriedad en el estilo clásico de Deadpool. Por esta razón, Leitch ajustó su agenda para dirigir el video musical personalmente.
Con experiencia en películas de acción, Leitch comentó que hacer un video musical era un sueño para él. Decidió incluir a Jonathan Sela, el director de fotografía de Deadpool 2, debido a su extenso trabajo en videoclips musicales, lo cual ayudó a Leitch con su experiencia. El director encontró similitudes entre coreografiar la danza en el video y coordinar las escenas de acción en sus películas. El video se filmó en el Coliseo del Caesars Palace, donde Dion realiza sus espectáculos de residencia en Las Vegas, con coreografía del bailarín Yanis Marshall. Reynolds había querido involucrar a Marshall en las películas de Deadpool desde hacía tiempo, después de que su esposa, Blake Lively, le mostrara videos de Marshall bailando en tacones altos. Marshall pasó 12 horas bailando en el disfraz de Deadpool y tacones para el video musical, y describió el disfraz como una «pesadilla» para bailar. Leitch mencionó que Reynolds y Dion son «iconos canadienses» y que fue divertido darles un momento de intercambio de bromas al final del video, el cual ambos idearon juntos.

## Lanzamiento
«Ashes» se lanzó como sencillo a través de Columbia Records el 3 de mayo de 2018, junto con el video musical. El 7 de mayo de 2018, la canción fue enviada a las estaciones de radio de música contemporánea para adultos en Estados Unidos. Posteriormente, Columbia lanzó la banda sonora completa de Deadpool 2, que incluye «Ashes», el 18 de mayo. Dion comenzó a interpretar la canción como parte del repertorio de su espectáculo en Las Vegas, Celine, el 22 de mayo de 2018. También fue parte de su gira por Asia-Pacífico en 2018. El 21 de junio de 2024, «Ashes» se incluyó en la banda sonora I Am: Celine Dion.

## Recepción de la crítica
Para The Guardian, Issy Sampson dijo que, más allá de la «locura» de Deadpool, la canción era en realidad «una auténtica joya de Céline que pide a gritos ser cantada en karaoke después de cinco copas de vino. Fantastique». Nick Johnston de Vanyaland describió la canción como «bastante buena... si te gusta el estilo de pop diva de [Dion]» y fue positivo sobre su tono, que le recordó a «los videos de los años 1990 que solían pasar en MTV por las tardes». Beth Elderkin en Gizmodo expresó que el lanzamiento de la canción y el video musical le trajo alegría debido a la combinación de Dion y Deadpool, pero también consideró que la canción en sí era «sorprendentemente buena».
Brian Kremkau en ReadJunk sugirió que la canción podría ser nominada al Premio de la Academia a la «Mejor Canción Original» y también fue positivo respecto al estilo de los años 1990 de la canción y el video musical. The Music calificó la canción y el video acompañante como «confusamente inspiradores», mientras que Lars Gotrich de NPR Music comentó positivamente que Dion era «demasiado buena para Deadpool» y que la canción «¡tiene ritmo! Sabes, si una balada de Céline Dion pudiera tener ritmo». Chuck Campbell para Knoxville News elogió la canción por su efecto sincero, mientras que Jonathan Broxton para Movie Music UK también sintió que debería ser nominada para un Premio de la Academia.

## Remixes
Después de actuar junto a Dion en un evento benéfico en Caesars Palace en noviembre de 2017, recaudando fondos para las víctimas del tiroteo en Las Vegas de 2017, el productor musical Steve Aoki creó un «remix elegante» de la canción, denominado «Deadpool Demix». Este remix fue lanzado por Sony Music en línea el 25 de mayo de 2018. Otro remix, realizado por el productor estadounidense DJ Riddler, recibió aprobación oficial un mes después y se lanzó comercialmente el 3 de agosto de 2018.

## Gráficos
| Listas (2018)                               | Mejor posición |
| ------------------------------------------- | -------------- |
| Australia (ARIA)                            | 94             |
| Bélgica (Valonia) (Ultratip Bubbling Under) | 16             |
| Canadá (Canadian Hot 100)                   | 72             |
| Canadá (Canada AC)                          | 41             |
| Dinamarca (Billboard)                       | 10             |
| Francia (SNEP)                              | 15             |
| Hungría (Single Top 40)                     | 17             |
| Nueva Zelanda (RMNZ)                        | 8              |
| Canadá (ADISQ)                              | 1              |
| Escocia (Scottish Singles Sales Chart)      | 19             |
| Corea del Sur (Gaon International Download) | 57             |
| España (PROMUSICAE)                         | 44             |
| Suecia (Billboard)                          | 9              |
| Suiza (Schweizer Hitparade)                 | 65             |
| Reino Unido (UK Singles Chart)              | 86             |
| Estados Unidos (Bubbling Under Hot 100)     | 17             |
| Estados Unidos (Adult Contemporary)         | 22             |
| Estados Unidos (Hot Dance Club Songs)       | 1              |
| Estados Unidos (Digital Songs)              | 28             |

## Certificaciones
| País        | Organismo certificador | Certificación | Ventas certificadas | Ref.   |
| ----------- | ---------------------- | ------------- | ------------------- | ------ |
| Polonia     | ZPAV                   | Oro           | 25 000              | [ 43 ] |
| Reino Unido | BPI                    | Plata         | 200 000             | [ 44 ] |